# Битва при Ма Дью
У битві при Ма Дью (фр. Mas Deu) 19 травня 1793 року французька революційна армія Східних Піренеїв під командуванням Луї-Шарля де Флера протистояла іспанській армії Каталонії Бурбонів на чолі з Антоніо Рікардосом.
Іспанці, що мали чисельну перевагу, витіснили французькі війська з їхнього табору поблизу Ма Дью і змусили їх відступити до Перпіньяна. Перемога дозволила іспанським військам взяти в облогу форт Бельгард, який контролював найкращий шлях через Піренеї з Барселони до Франції. Протягом наступного місяця Рікардос був зайнятий облогою Бельгарда. Ма Дью — колишнє володіння тамплієрів, що знаходиться на схід від міста Труяс у Східних Піренеях. Акція дала початок Піренейській кампанії в рамках війни Першої коаліції.

## Передумови
17 квітня 1793 року генерал-капітан Антоніо Рікардос розпочав вторгнення до Франції, атакувавши Сен-Лоран-де-Сердан у французькій Сарданьї з 4500 іспанськими солдатами. Шість батальйонів і вісім гренадерських рот на чолі з Рікардосом вигнали з села 400 французів. Далі іспанці попрямували до Сере, де 20 квітня зустріли один французький регулярний батальйон, а також 1000 волонтерів з чотирма гарматами. Зіткнення закінчилося поразкою французів, які налякані чисельною перевагою ворога швидко втекли, втративши при цьому від 100 до 200 загиблими, ще 200 потонули, намагаючись переплисти річку Тек. Рікардос заявляв, що втратив у сутичці лише 17 поранених. Генерал-капітан залишив загін в Ле-Пертюсі щоб стежити за французьким гарнізоном форту Бельгард і не дозволяти йому перешкоджати іспанським конвоям з постачанням.
14 травня 1793 року французький дивізійний генерал Луї-Шарль де Флер прийняв командування армією Східних Піренеїв. Приблизно водночас французький бригадний генерал Люк Сімеон Огюст Дагоберт і полковник Юсташ Шарль д'Ауст прибули з підкріпленням з французької Італійської армії. Французьке військо розташувалося табором на пагорбі заввишки 80 м біля Ма Дью, що на схід від Труяса. Позиція домінувала над рівниною Аспрес і була захищена двома глибокими руслами струмків.
Шато Мансу Деї було побудовано лицарями тамплієрами в XII столітті і використовувалося як адміністративний центр їхніх володінь у Руссільйоні. У період свого розквіту тамплієри розводили худобу, вирощували виноград, оливки та інші культури на землях, що простяглися від Фенуйєда на півночі до Баніюль-сюр-Мер на півдні. Багатство та замкнутість ордена тамплієрів породили сильних ворогів. Бажаючи привласнити багатства ордена, король Філіпп IV з династії Капетингів в 1307 році зажадав арешту всіх тамплієрів у Франції. Лицарі були схоплені, піддані тортурам, у багатьох випадках спалені на вогнищі; їхнє майно стало власністю французького короля. Філіпу незабаром вдалося схилити папу Климента V на свою користь і заручитись його підтримкою в реалізації своїх цілей. Як наслідок, орден тамплієрів був ліквідований і поза межами Франції. У 1312 році все майно ордена було передано у власність лицарів госпітальєрів.
Згодом назва цього місця змінилася на Мас Деу.
Під час Другої світової війни німецькі окупанти використовували замок як склад боєприпасів. Склад був підірваний у 1944 році, внаслідок чого замок був зруйнований, хоча деякі господарські будівлі вціліли та використовуються у сучасній виноробні.

## Хід битви

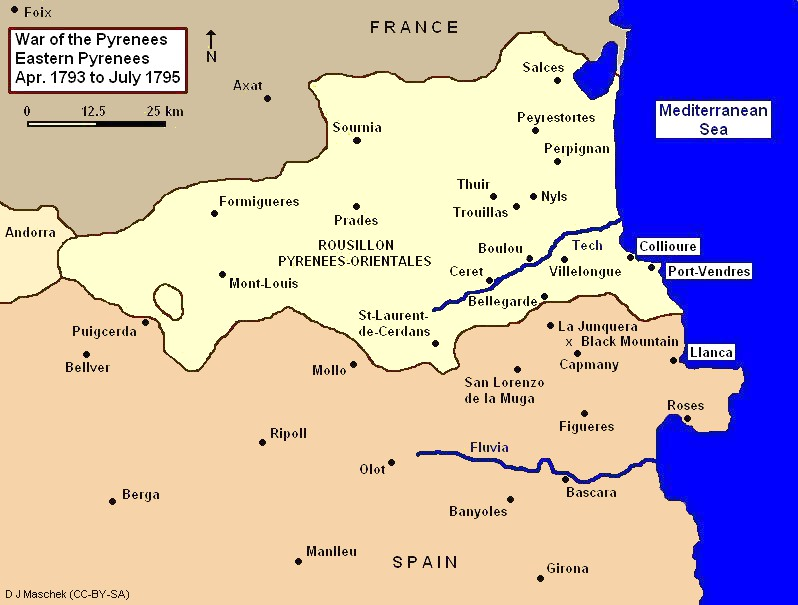
Мапа східного театру Піренейської кампанії Війни першої коаліції

16 травня Рікардос висунувся з Сере з 12 000 піхоти, 3000 кавалерії, 24 гарматами та шістьма гаубицями. Педро Тельєс-Хірон, 9-й герцог Осунський, очолив праве крило іспанської армії чисельністю 4860 чоловік. Його заступником був Педро Мендінуета-і-Мускіс, до складу якого входили чотири батальйони Королівської гвардії, по одному батальйону лінійної піхоти Майорки та волонтери Каталонського полку легкої піхоти, а також андалусійська артилерія. Рікардос прямував у центрі чисельністю 2460 чоловік під командуванням Луїса Фірміна де Карвахаля, графа де ла Уніон. Ліве крило іспанців чисельністю 4680 чоловік вели Хуан де Куртен, Рафаель Адорно та Хосе Креспо. Лівий фланг складався з трьох батальйонів валлонських гвардійців, трьох рот з Таррагони, одного батальйону Ірландського полку, по одній роті з Гранади, Валенсії та Бургосу, Лузітанського кавалерійського полку та артилерії з Нової Кастилії.
Штаб де Флера розробив план, згідно з яким французька артилерія повинна була обстріляти іспанські позиції, скувавши їх піхоту. Потім ліве крило французьких військ мало провести удавану атаку проти іспанського правого крила. Після цього відволікаючого маневру посилене праве крило завдало б головного удару. Для реалізації цієї стратегії у де Флера було лише 5 000 піших солдатів, 300 вершників, 15 гармат та дев'ять гаубиць. Клод Сушон де Шамрон керував 1180 бійцями лівого крила. До нього входили 7-й батальйон П'єра Франсуа Соре з Шампані, 7-й батальйон П'єра Банеля з Од, артилерія Шарля Дюгуа з Гар та 3-я рота Поля-Луї Голтьє де Кервегена з Лавора. Праве крило Дагоберта чисельністю 2680 осіб включало 9-й батальйон Луї Андре Бона з Дрома, 1-й батальйон волонтерів Монблана Жана-Жака Косса, 2-й батальйон Жака Лорана Жіллі з Гар, кавалерію Гійома Мірабеля з Еро та 180 кавалеристів Антуана де Бетенкура. Де Флер і Жозеф Етьєн Тімолеон д'Гаргенвільє супроводжували 740 солдатів центру.
Рікардос планував маневрувати кавалерією графа де ля Уніона, а потім відправити валлонську гвардію Куртена в обхід села Тюїр, щоб ударити у фланг табору Ма Дью. О 5-й годині ранку 17 травня дві іспанські батареї під командуванням Принца монфорського відкрили вогонь. Кожна батарея складалася з 12 4-фунтових гармат та чотирьох 6-дюймових гаубиць. Обстріл тривав до 9:00 ранку, тоді як французька піхота ховалася в ярах поряд із табором. Очевидно, на цьому дії того дня так і закінчилися, а французькі війська залишилися непохитними, незважаючи на тривалий артилерійський обстріл.
18-го числа Рікардос реорганізував свій центр, доручивши Хосе Уррутіа-і-де-ла-Касес та Хуану Мануелю Кахігалю командування резервною кавалерією. Їм наказали прорвати французький центр, де стояли війська Віктора Амедея Віллота і Кервегена. Контратака Кервегена проти кінноти Кахігаля провалилася і гарматам Дюгуа довелося прикривати відхід солдатів Кервегена. Увечері французька лінія була ще неушкоджена, але розтягнулася, намагаючись стримати переважаючих числом супротивників. Вночі французьким табором пролунала чутка, що іспанці розправляються з аванпостами. О 3:00 ранку розпочалася стрілянина між пікетами обох сторін. Багато французьких солдатів у паніці втекли назад у Перпіньян. Тієї ночі священик Бонавентура Бене, який допомагав ховати загиблих французів, визначив позиції кожного французького підрозділу і передав цю інформацію в іспанський штаб.
19 травня Соре був поранений у ногу, його батальйон занепав духом і відступив. Скориставшись цим відступом, Рікардос наказав Осуні прорватися до табору за підтримки вогню з 14 гармат. Щоб відбити атаку Осуни, Дагоберт надіслав допомогу з правого флангу. Добровольчий батальйон Безьє та 2-й батальйон Верхньої Гаронни контратакували, але були відбиті дисциплінованим строєм іспанських солдатів. Французи почали покидати свій табір та артилерію. Поки його кавалеристи прикривали відступ, Мірабель був поранений у ногу ядром гаубиці, що розірвався поблизу. Де Флер особисто підняв в атаку один батальйон, але його також відкинула іспанська кавалерія.

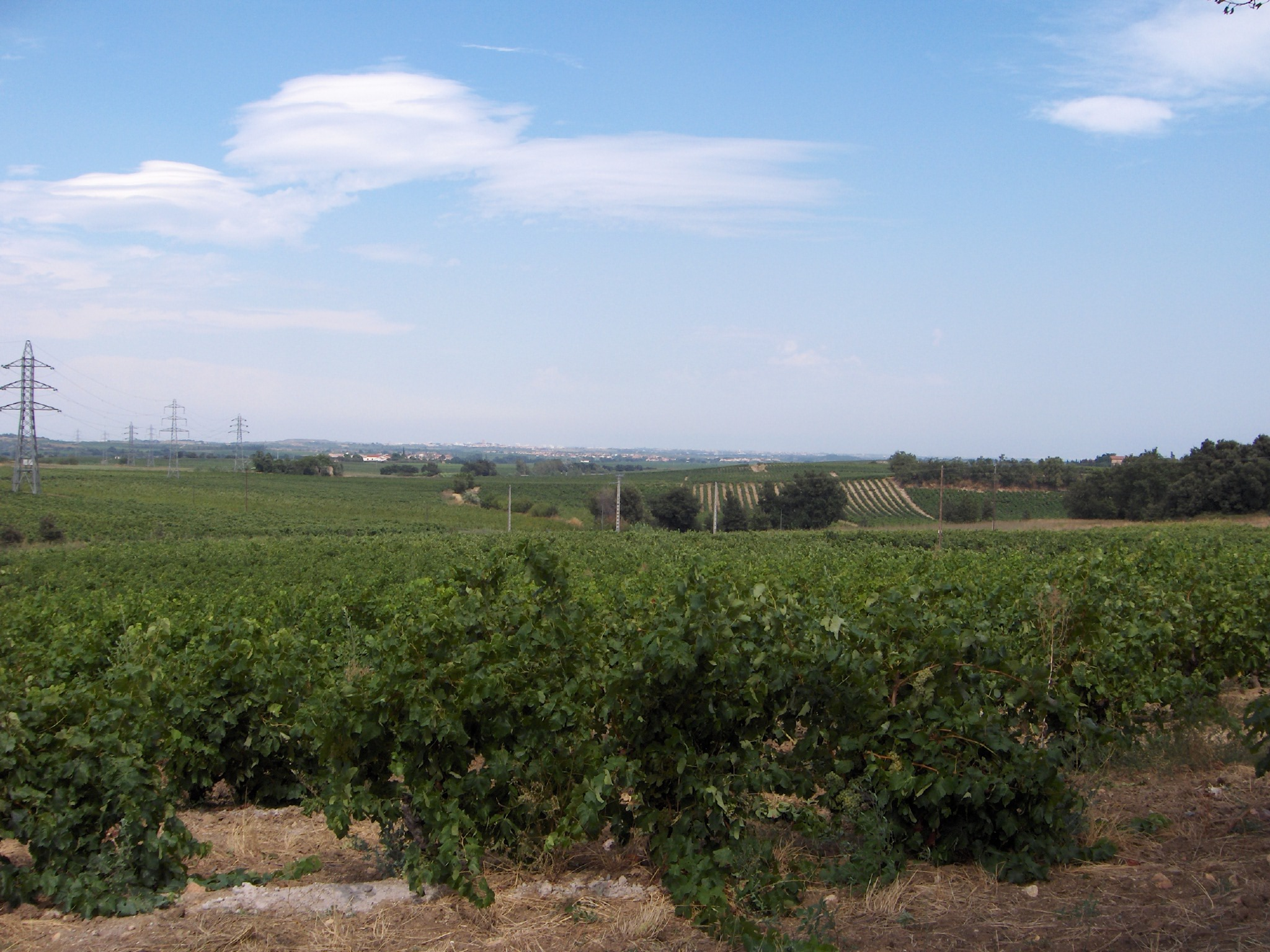
На фотографії зображено місцевість біля Ма Дью
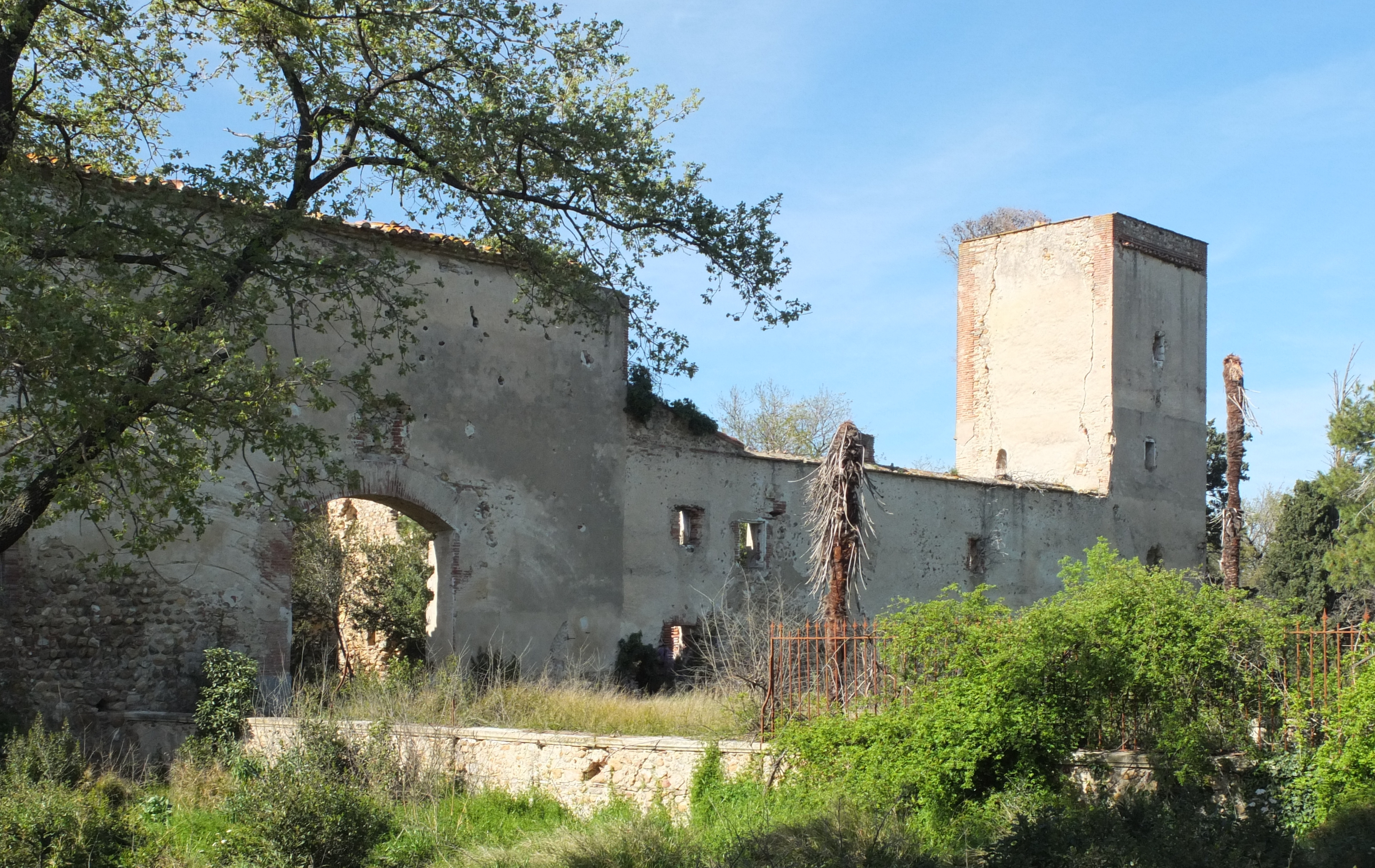
Руїни командорства Ма Дью, сучасний стан
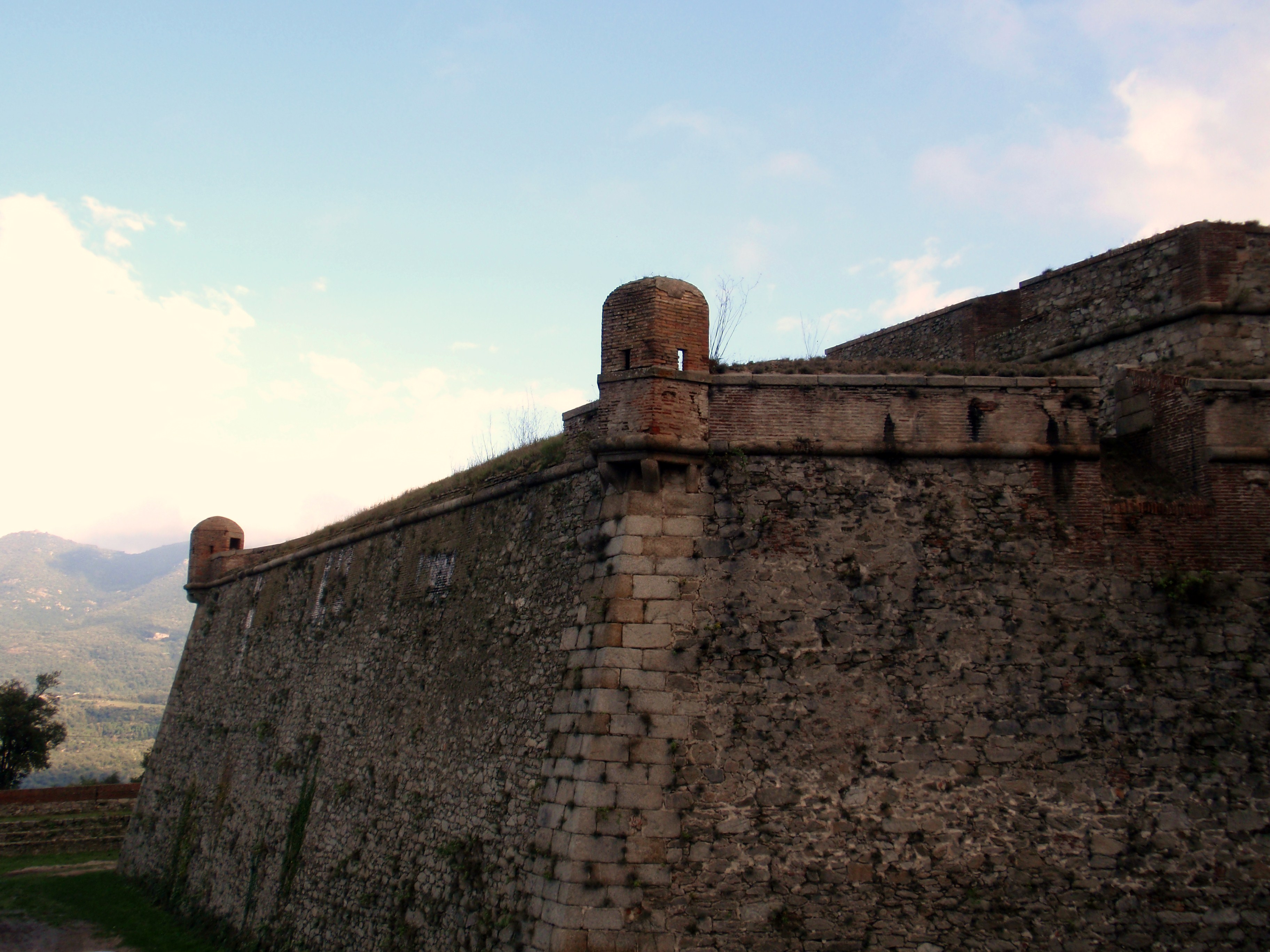
Форт Бельгард протягом місяця після битви займала іспанська армія

## Результати битви
Наступного дня Перпіньян був переповнений деморалізованими солдатами та переляканими біженцями. Місцеві політичні діячі для розміщення біженців займали церкви, монастирі та будинки французької аристократії, що емігрували після революції за кордон. Де Флер звернувся з промовою: «Солдати, скоєно велике боягузтво. Деякі із захисників свободи втекли від поплічників деспотизму…». Один добровольчий батальйон оголосив, що не боротиметься з іспанцями, і його довелося розпустити. Історик Дігбі Сміт оцінював чисельність іспанської армії лише у 7 000 осіб в шести лінійних батальйонах, восьми гренадерських ротах та 30 ротах провінційного ополчення. За його даними, втрати французів склали 150 убитих та 280 поранених, а три 6-фунтові гармати та шість возів із боєприпасами стали здобиччю іспанців. Останні визнали, що втратили 34 особи вбитими, але не вказали кількість поранених. Замість того, щоб переслідувати досить ослабленого супротивника, Рікардос вважав за краще повернути назад і взяти Форт де Бельгард. Ця твердиня контролювала головну дорогу через Піренеї до Коль дю Пертюс.
Облога Бельгарда розпочалася 23 травня і тривала до 24 червня, коли полковник Буабрюле здав 1450 членів гарнізону, що залишилися в живих. Ще 30 людей було вбито та 56 поранено. Фортеця була озброєна 41 гарматою та сімома мортирами. Рікардос утримував на облогових лініях 6 000 іспанських солдатів та 34 гармати. Поки тривала основна облога, іспанці також були змушені придушити два другорядні форти, Форт-лє-Бен та Форт-де-ля-Гард. Вони здалися 3-го та 5-го червня відповідно. Де Флер спробував відправити до Бельгарду конвой з поповненням запасів 29 травня, але спроба провалилася, коли 3350 його людей було відкинуто іспанцями.
24 мая де Флер розпочав будівництво табору де ль'Юніон. Він був закладений під фортечними стінами Перпіньяна між селом Кабестані на сході та млином Орль на заході. В результаті битви Дагоберт був підвищений в званні до дивізійного генерала, а Соре — до полковника. Натомість з іспанської сторони Осуна виявився досить проблемним підлеглим, тому в жовтні був переведений в Наварську армію, яка діяла в Західних Піренеях.